# Mariana Alcántara
Mariana Alcántara (Ciudad de México, 1991) es una ilustradora y escritora mexicana.

## Biografía
Nacida en la Ciudad de México, obtuvo una licenciatura en diseño industrial por la Universidad Nacional Autónoma de México (UNAM). Posteriormente realizó una especialidad en ilustración por la Academia de San Carlos de la Facultad de Artes y Diseño de la UNAM.
Desde 2015 se ha desempeñado como profesora en el diplomado en ilustración de la Universidad Nacional Autónoma de México y en el diplomado en libro ilustrado y libro álbum, en la misma universidad.
A lo largo de su carrera ha colaborado con diversas editoriales como Alboroto Ediciones, Alas y raíces Puebla y el Fondo de Cultura Económica.

### Premios y reconocimientos
En 2019 obtuvo el primer lugar en el 29° Catálogo de Ilustradores de la Feria del Libro Infantil y Juvenil de México. Fue ganadora del concurso Sharjah Children’s Reading Festival de los Emiratos Árabes Unidos en 2023. En 2025 fue galardonada con el Bologna Portafolio Award, otorgado por la Feria del Libro Infantil de Bolonia en Italia.